# Euchlaena occantaria
Euchlaena occantaria är en fjärilsart som beskrevs av George Duryea Hulst 1886. Euchlaena occantaria ingår i släktet Euchlaena och familjen mätare. Inga underarter finns listade i Catalogue of Life.